# Скалон, Георгий Антонович

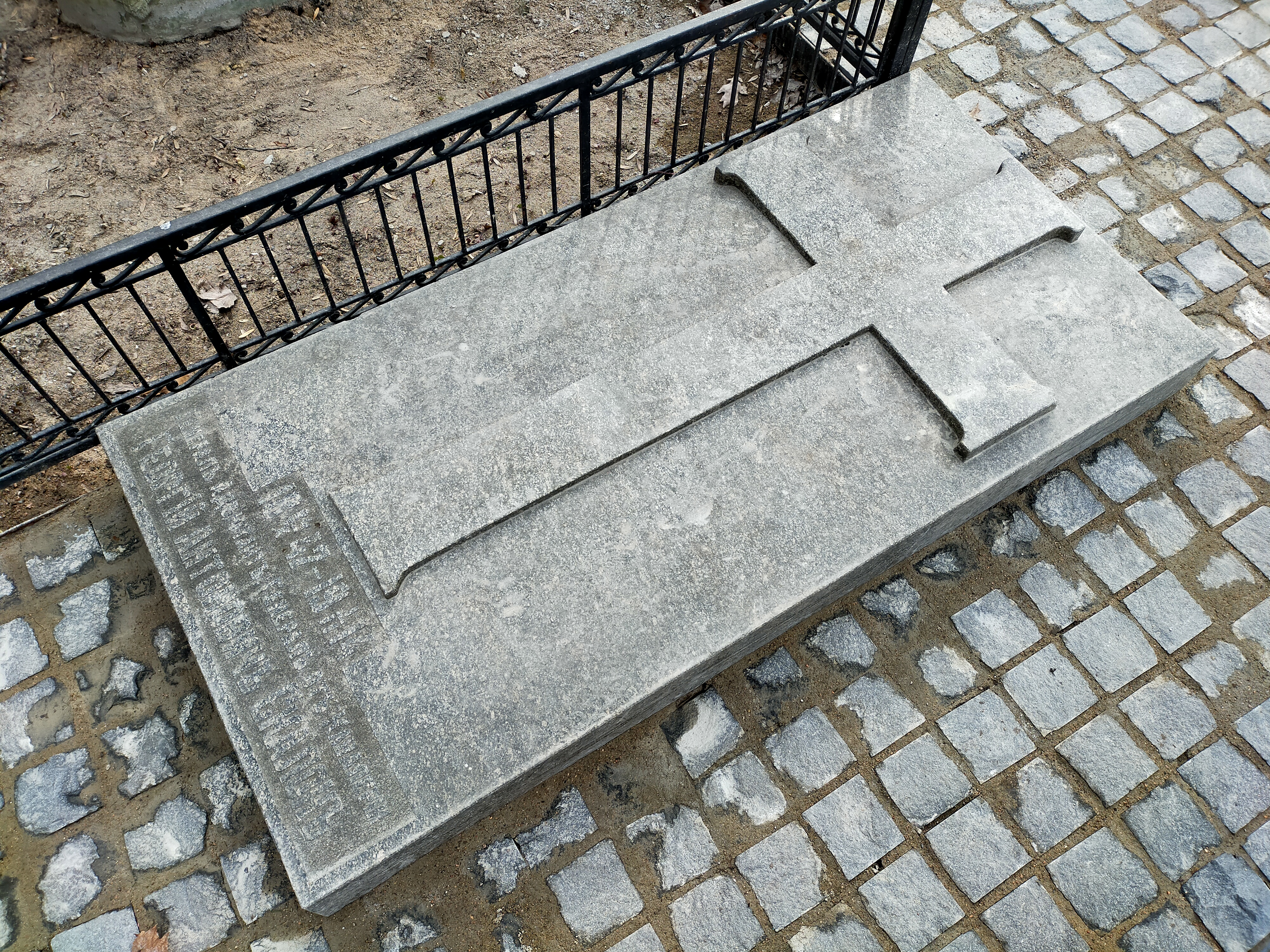
Могила Г.А. Скалона, Волковское лютеранское кладбище

Гео́ргий Анто́нович Скало́н (24 октября 1847 — 1 февраля 1914) — русский военачальник, генерал-адъютант (1903), генерал от кавалерии (17 января 1906).

## Биография
Из дворянского рода. Сын Антона Антоновича Скалона (1806—1872) и Юлии-Елизаветы-Елены Егоровны Сиверс (1820—1901), дочери Егора Карловича фон Сиверса.  Внук героя Отечественной войны 1812 года А. А. Скалона.  Единокровный брат Д.А.Скалона.
Окончил Николаевское училище гвардейских юнкеров (1865), выпущен корнетом в лейб-гвардии Уланский Его Величества полк.
Чины: поручик (1869), штаб-ротмистр (1872), ротмистр (1876), полковник (1883), генерал-майор (1893), генерал-лейтенант (1900).
Проходил службу в Уланском полку, с которым участвовал в русско-турецкой войне 1877—1878 годов. С 7 января 1893 штаб-офицер, а с 30 августа 1893 с производством в генерал-майоры — генерал для особых поручений при командующем войсками Варшавского военного округа. С 19 августа 1894 командир лейб-гвардии Уланского Его Величества полка. С 2 августа 1897 — командир 1-й бригады 1-й гвардейской кавалерийской дивизии, с 2 апреля 1899 — командующий, а с производством 6 декабря 1900 в генерал-лейтенанты — начальник 4-й кавалерийской дивизии. С 4 апреля 1901 — начальник 2-й гвардейской кавалерийской дивизии.
С 15 мая 1905 года Скалон — помощник командующего войсками Варшавского военного округа, а 15 августа того же года занял должность Варшавского генерал-губернатора и командующего войсками Варшавского военного округа, сменив в должности генерала К. К. Максимовича; вступив в должность неоднократно просил царя и Председателя Совета Министров С. Ю. Витте объявить весь Привислинский край на военном положении, что и было исполнено 1 ноября 1905 года. Позже военное положение неоднократно продлевалось в 1906 и 1907 годах. Учредил институт временных генерал-губернаторов в Царстве Польском с целью энергичного подавления мятежей, разгона сходок и собраний, закрытия противоправительственных газет, ареста их издателей. Приказывал рассеивать толпы манифестантов огнестрельным оружием.
В январе 1906 года Скалон приказал расстрелять без суда и следствия 16 анархистов из группы «Международовка» за изготовление бомб.
5 августа 1906 года в Варшаве произошло покушение на жизнь Скалона, организованное Польской социалистической партией. Так как на обычных маршрутах проезда генерал-губернатора совершить убийство было сложно, был разработан довольно сложный план покушения. Три женщины — члены партии, Овчарек, Островская и Ванда Крахельская наняли небольшую квартиру с балконом рядом с германским консульством. Однажды, член ППС, переодетый в форму русского офицера, явился к немецкому консулу с какой-то просьбой, на выполнении которой настаивал в грубой форме, а затем нанёс раздражённому германскому представителю удар рукой по лицу и скрылся. Как и рассчитывали террористы, на следующий день губернатор приехал, чтобы посетить консула. Когда он возвращался из консульства в своём экипаже, в него с балкона было брошено несколько бомб. Бомбы не достигли своей цели, но был ранен ребёнок, сын дворника дома.
Скалон занимал должности генерал-губернатора и командующего войсками до своей смерти в 1914 году.

## Семья
Был женат на баронессе Марии Иосифовне Корф (1859—? после 1917), дочери Иосифа Николаевича Корфа (1829—1873) и Анны Константиновны, урожд. Мясниковой (1838—1914); внучке генерала от артиллерии Н.И.Корфа.
Их дети:
- Анна (1880/3— ?), фрейлина российского императорского двора.  Замужем за камер-юнкером Сергеем Петровичем Толбузиным (1875—1928), который в первом браке был женат на её двоюродной сестре (дочери Д.А.Скалона) — Вере Дмитриевне Скалон. В 1935 году Анна Георгиевна Скалон-Толбузина как «социально опасный элемент» была выслана из Ленинграда в Карагандинскую область; позже место ссылки заменено на Уфу. Реабилитирована в 1989 году[4].
- Георгий (1892—1918), воспитанник Пажеского корпуса (1912), штабс-ротмистр Кавалергардского полка. Участник Первой мировой войны (награждён орденом Св. Анны 4-й степени «За Храбрость» и орденом Св. Владимира 4-й степени с мечами и бантом)[5]. Расстрелян большевиками в Киеве 26 января 1918 года[6].
- Мария
- Антон

## Награды
- Орден св. Станислава II степени с мечами и бантом (1877)
- Орден св. Владимира IV степени с мечами и бантом (1877)
- Орден св. Анны II степени с мечами (1878)
- Золотая сабля (13.01.1879)
- Орден св. Владимира III степени (1895)
- Орден св. Станислава I степени (1898)
- Орден св. Анны I степени (1902)
- Орден св. Владимира II степени (1905)
- Орден Белого орла (ВП 06.05.1908)
- Орден св. Александра Невского (1911)

Иностранные:
- французский Орден Почётного легиона (1879)
- черногорский Орден князя Даниила I 2-й ст. (1889)
- румынский Орден Звезды, большой офицерский крест (1899)